# San Felice del Benaco
San Felice del Benaco é uma comuna italiana da região da Lombardia, província de Bréscia, com cerca de 2.934 habitantes. Estende-se por uma área de 26 km², tendo uma densidade populacional de 113 hab/km². Faz fronteira com Garda (VR), Manerba del Garda, Puegnago sul Garda, Salò, Torri del Benaco (VR).

## Demografia
| Variação demográfica do município entre 1861 e 2011                               |
|                                                                                   |
| Fonte: Istituto Nazionale di Statistica (ISTAT) - Elaboração gráfica da Wikipedia |